# Les Rippes
Les Rippes est une ancienne et éphémère commune du département de l'Ain qui fut créée, en 1793, au détriment du territoire de Certines. La commune fut rattachée à Certines en 1797 pour en devenir son principal hameau.

## Histoire
Sous l'Ancien-Régime, le village est inclus dans la seigneurie et la paroisse de Tossiat.
Jean-Joseph Expilly, dans son Dictionnaire géographique, historique et politique des Gaules et de la France, de 1763, indique de la paroisse des Rippes compte 10 feux.
Le village des Rippes, obtint, l'on ne sait comment, la propriété d'une forêt de 153 hectares 61 ares à la fin de l'ancien régime. Les habitants de ce hameau n’en étaient que simples usagers en 1670. Cette forêt est maintenant incluse dans la forêt communale de Certines, pour la section des Rippes.
Les rapports entre la commune et son hameau furent parfois houleuses comme l'indique la revendication de séparation demandée (et refusée par le Sénat) en 1867. Cette demande prétextait une sombre affaire de propriété de l'école et du désir d'être doté d'une chapelle.